# Wie schön leuchtet der Morgenstern (koraal)

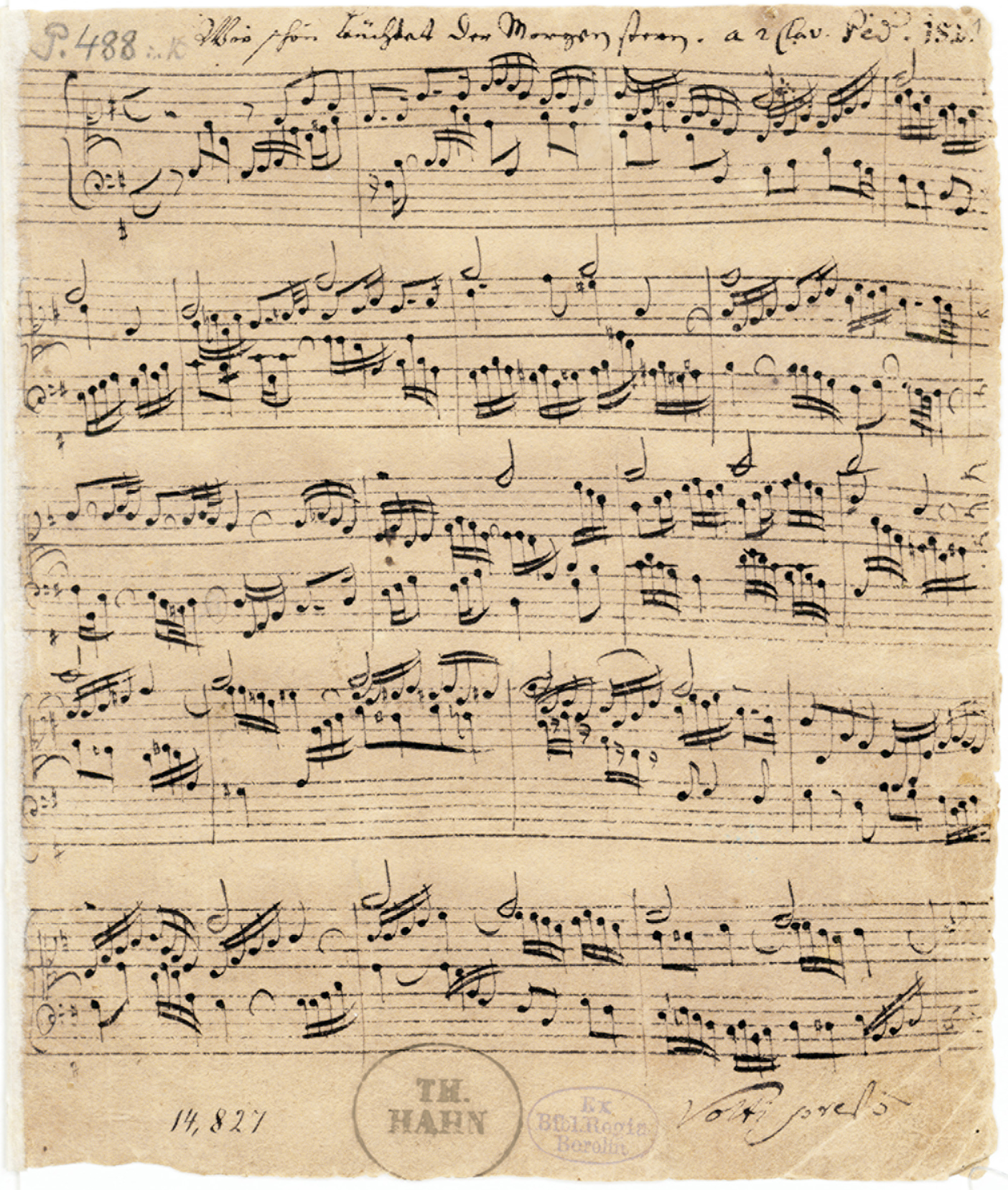
Handschrift van J.S. Bachs orgelkoraal "Wie schön leuchtet der Morgenstern" BWV 739

Wie schön leuchtet der Morgenstern is een koraal geschreven door Philipp Nicolai. Het lied wordt in Nederland en Vlaanderen gezongen als Hoe helder staat de morgenster, vertaald door Jan Willem Schulte Nordholt.
Het koraal bestaat uit zeven versen:
1. Wie Schön Leuchtet Der Morgenstern
2. Ei Mein Perle, Du Werte Kron
3. Geuß Sehr Tief In Mein Herz Hinein
4. Von Gott Kömmt Mir Ein Freudenschein
5. Herr Gott Vater, Mein Starker Held
6. Zwingt Die Saiten In Cythara
7. Wie Bin Ich Doch So Herzlich Froh

Het koraal is door andere componisten gebruikt in hun composities, zoals bijvoorbeeld:
- Een cantate van Johann Sebastian Bach, zie Wie schön leuchtet der Morgenstern (BWV 1)
- Twee orgelbewerkingen van Johann Sebastian Bach, respectievelijk BWV 739 en BWV 763
- Een orgelbewerking van Dietrich Buxtehude (1637-1707), "Wie schön leuchtet der Morgenstern" (BuxWV 223)
- Een orgelbewerking van Johann Pachelbel, zie Wie schön leuchtet der Morgenstern (Pachelbel)